# Aria2
aria2は、クロスプラットフォームのダウンロードマネージャである。複数サーバからの分割ダウンロードによる高速ダウンロードが特徴である。プロトコルとしてHTTP/HTTPS・FTP・SFTP・BitTorrent・Metalinkをサポートしている。JSON-RPCとXML-RPCインタフェースが組み込まれており、遠隔操作することができる。
Arch LinuxのPacmanはダウンロードマネージャをaria2に変更することができる。ラッパーとしてpowerpillが提供されている。